# Carl Arendt (Sinologe)

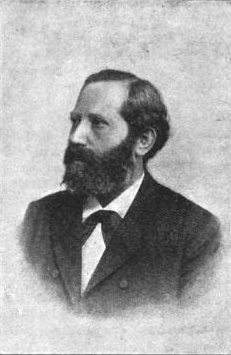
Carl Arendt

Carl Arendt (* 1. Dezember 1838 in Berlin; † 29. Januar 1902 ebenda) war ein deutscher Sinologe. Er war  einer der bedeutendsten deutschsprachigen Sinologen des 19. Jahrhunderts.

## Leben
Arendt studierte von 1856 bis 1859 Sprachwissenschaften an der Friedrich-Wilhelms-Universität Berlin. In Peking ließ er sich 1865 zum Dolmetscher ausbilden. Im folgenden Jahr übernahm er kommissarisch die Leitung des deutschen Konsulats in Tianjin. 1868 arbeitete er als Dolmetscher der deutschen Gesandtschaft in Peking. In Tianjin leitete er von 1869 bis 1873 kommissarisch das Konsulat des Norddeutschen Bunds. Von 1874 bis 1887 war er Dolmetscher der deutschen Gesandtschaft in Peking. Von 1887 bis 1902 war Arendt Dozent für Chinesisch am neugegründeten Seminar für Orientalische Sprachen an der Friedrich-Wilhelms-Universität Berlin.
Sein Sohn war der Philologe Fritz Arendt.

## Werk
Seine beiden Hauptwerke sind das Handbuch zur nordchinesischen Umgangssprache (Berlin 1891) und die Einführung in die nordchinesische Umgangssprache (Berlin 1894).
Im Gegensatz zur berühmten chinesischen Grammatik von Georg von der Gabelentz fußen Arendts Lehrwerke zur chinesischen Sprache auf dem modernen Chinesisch. Hier nimmt Arendt in der deutschsprachigen Sinologie eine Pionierrolle ein. Was sein Werk auch gegenüber anderen Büchern über die moderne chinesische Sprache im 19. Jahrhundert auszeichnet, ist seine Hervorhebung der grammatikalischen Regeln der chinesischen Sprache.
Die Bedeutung von Arendt für das moderne Chinesisch zeigt sich auch daran, dass der als Chinesischlernbuch sehr populäre, 1912 von Ferdinand Lessing und Wilhelm Othmer verfasste Lehrgang der nordchinesischen Umgangssprache als Grundlage seiner grammatikalischen Regeln das Einleitungsbuch von Arendt benutzt.

## Werke (Auswahl)
- Carl Arendt: Darstellung einiger interessanter Eigenthümlichkeiten der ungarischen Sprache. I. Die Vermeidung von Relativsätzen und passivischen Constructionen. In: Zeitschrift für Völkerpsychologie und Sprachwissenschaft. 1865. Jahrgang, Nr. 3. Ferdinand Dümmler’s Verlagsbuchhandlung. Harrwitz und Goßmann, Berlin, S. 216–224 (google.hu [abgerufen am 27. März 2015]).
- Carl Arendt: Darstellung einiger interessanter Eigenthümlichkeiten der ungarischen Sprache. II. Eine merkwürdige Art der Zusammensetzung. In: Zeitschrift für Völkerpsychologie und Sprachwissenschaft. 1866. Jahrgang, Nr. 4. Ferdinand Dümmler’s Verlagbuchshandlung. Harrwitz und Goßmann, Berlin, S. 77–81 (google.es [abgerufen am 27. März 2015]).
- Carl Arendt: Nachträgliche bemerkungen zu der Abhandlung über das Ungarische. In: Zeitschrift für Völkerpsychologie und Sprachwissenschaft. 1866. Jahrgang, Nr. 4. Ferdinand Dümmler’s Verlagbuchshandlung. Harrwitz und Goßmann, Berlin, S. 82–85 (google.es [abgerufen am 27. März 2015]).